# مامادو دجيم كولا
مامادو دجيم كولا (27 يناير 1940 - 11 ديسمبر 2004) (بالفرنسية: Mamadou Djim Kola)‏ كان مخرجًا من بوركينا فاسو، قام بإخراج عدد من الأفلام الطويلة والقصيرة.

## مسيرته
ولد مامادو دجيم كولا في واغادوغو. كان والده من محبي السينما وكان يمتلك جهاز عرض يستخدمه لعرض الأفلام في الحي المحلي.
التحق بمدرسة ابتدائية في مدرسة مركز واغادوغو (من 1947 إلى 1955) قبل أن يشغل مدرسا بين سنتي 1955 و1959.
على الرغم من الضغط الاجتماعي الذي جعل المعلمين أكثر أهمية لبوركينا فاسو من مخرجي الأفلام، إلا أن كولا التحق بالمركز المستقل للسينما الفرنسية (CICF) في عام 1961.
يعتبر فيلمه (Le Sang Des Parias) الذي أُنتج سنة 1972، أول فيلم روائي طويل يتم إنتاجه في بوركينا فاسو. بعد تأميم دور السينما في عام 1969، توفرت الأموال الحكومية وتم تمويل الفيلم من الدولة.
تم عرضه في مهرجان فيسباكو في العام التالي. ساعد المهرجان في إنشاء مجتمع سينمائي في إفريقيا جنوب الصحراء وكان الموقع الذي ظهرت منه العديد من التأثيرات السينمائية الأفريقية. فاز بجائزة لجنة التحكيم، وعبرهُ انطلقت سينما بوركينا فاسو.
من 1976 إلى 1979 عمل كمدير تقني لمركز إنتاج الأفلام الإفريقي (CIPROFILM). من 1980 إلى 1989 انضم إلى (CIDC-CIPROFILM).
من عام 1990 حتى تقاعده عام 1993، عمل في وزارة الإعلام والثقافة.
في عام 2000 حصل على وسام فارس من وسام الاستحقاق في الفنون والآداب . جاء ذلك في ضوء إنجازاته السينمائية ومكافحته ضد التمييز الطبقي وكراهية الأجانب الواضحة في أفلامه.
كان دجيم كولا يحظى باحترام كبير في بوركينا فاسو وكان معروفًا باسم «العميد» من قبل شركائه. حضر جنازته عدد كبير من الشخصيات البارزة بما في ذلك رئيس الثقافة في ذلك الوقت، محمودو ويدراوغو. 

## أعماله
| السنة | العنوان                         | الدور   | الدور   | الدور   | ملاحظات   |
| السنة | العنوان                         | الإخراج | الكتابة | الإنتاج | ملاحظات   |
| ----- | ------------------------------- | ------- | ------- | ------- | --------- |
| 1972  | Le conflit                      | نعم     | لا      | لا      | فيلم قصير |
| 1973  | Le sang des parias              | نعم     | لا      | لا      | فيلم طويل |
| 1976  | Cissin... cinq ans plus tard    | نعم     | لا      | لا      | فيلم قصير |
| 1992  | Kognini y Toungan/les etrangers | نعم     | لا      | لا      | فيلم قصير |

## الجوائز
| السنة | الجائزة                              | الفئة              | الفيلم             | نتيجة |
| ----- | ------------------------------------ | ------------------ | ------------------ | ----- |
| 1973  | المهرجان الأفريقي للسينما والتلفزيون | جائزة لجنة التحكيم | Le Sang Des Parias | فوز   |

## روابط خارجية
- مامادو دجيم كولا على موقع IMDb (الإنجليزية)